# Rabba
Rabba (en arabe : الربة) est une ville en Jordanie dans le gouvernorat de Karak, connue dans l'antiquité gréco-romaine sous le nom d'Areopolis. Elle se trouve  à environ 15 kilomètres de la ville d'Al-Karak elle-même et elle avait une population d'environ 7208 habitants en 2015. 

## Histoire
Rabba était autrefois connue sous le nom de Rabbath Moab. À l'époque hellénistique et romaine, elle s'appelait Aréopolis, la cité de Mars. 